# Aaron Solowoniuk
Aaron Solowoniuk (ur. 21 listopada 1975) – kanadyjski perkusista, członek zespołu Billy Talent.
Podobnie jak jego kolega z zespołu, Benjamin Kowalewicz, Aaron ma polskich przodków i wychowywał się w Streetsville w Kanadzie. Naukę gry na perkusji rozpoczął już w dzieciństwie, tuż przed tym, jak założył wraz ze znajomymi ze szkoły zespół To Each His Own. W 2006 Solowoniuk napisał list do swoich fanów, w którym napisał, że stwierdzono u niego stwardnienie rozsiane. W piosence This Is How It Goes opisał cierpienia związane ze swoją chorobą. Mimo niej pomaga dzieciom chorym na stwardnienie rozsiane fundując im stypendia. Razem z kolegami z zespołu grają charytatywne koncerty i organizują turnieje golfa, dzięki którym udaje się zebrać wiele tysięcy dolarów.
Aaron jest mężem Janet, ma córkę Willow i psa Roxy’ego.